# Pico Campamento
El Pico Campamento (en inglés: Camp Peak) es un pico que llega a unos 330 m s. n. m. ubicado en el lado oeste de Maiviken, en el norte de la península Thatcher en Georgia del Sur, en el océano Atlántico Sur, cuya soberanía está en disputa entre el Reino Unido el cual las administra como «Territorio Británico de Ultramar de las islas Georgias del Sur y Sandwich del Sur», y la República Argentina que las integra al Departamento Islas del Atlántico Sur, dentro de la Provincia de Tierra del Fuego, Antártida e Islas del Atlántico Sur. Fue trazada por Investigaciones Discovery en 1929 y fue llamada así porque un campamento se estableció en la costa por debajo del pico.